# Kempiella
Kempiella är ett fågelsläkte i familjen sydhakar inom ordningen tättingar. Det omfattar två arter som förekommer på Nya Guinea och i nordöstra Australien:
- Gulbent flugskvätta (K. griseoceps)
- Olivflugskvätta (K. flavovirescens)

Släktet inkluderades tidigare i Microeca och vissa gör det fortfarande.